# 伊曼纽尔·万约伊
伊曼纽尔·万约伊（Emmanuel Wanyonyi，2004年8月1日—），肯尼亚男子田径运动员，2021年世界U20田径锦标赛男子800米金牌得主、2023年世界越野锦标赛混合接力金牌得主、2023年世界田径锦标赛男子800米银牌得主。